# Tanaorhinus tibeta
Tanaorhinus tibeta är en fjärilsart som beskrevs av Chu 1982. Tanaorhinus tibeta ingår i släktet Tanaorhinus och familjen mätare. Inga underarter finns listade i Catalogue of Life.